# David Watts
David Watts (Stockton-on-Tees, Reino Unido, 5 de febrero de 1992) es un deportista australiano que compitió en remo.
Ganó dos medallas de plata en el Campeonato Mundial de Remo, en los años 2015 y 2018. Participó en los Juegos Olímpicos de Río de Janeiro 2016, ocupando el séptimo lugar en la prueba de doble scull.

## Palmarés internacional
| Campeonato Mundial | Campeonato Mundial     | Campeonato Mundial | Campeonato Mundial |
| Año                | Lugar                  | Medalla            | Prueba             |
| ------------------ | ---------------------- | ------------------ | ------------------ |
| 2015               | Aiguebelette (Francia) | Medalla de plata   | Cuatro scull       |
| 2018               | Plovdiv (Bulgaria)     | Medalla de plata   | Cuatro scull       |